# Где обедал воробей?
«Где обедал воробей?» — советский короткометражный рисованный мультфильм по стихотворению Самуила Маршака. Третий из трёх сюжетов мультипликационного альманаха «Весёлая карусель» № 14.

## Сюжет
Мультфильм про шустрого воробья, который обедал в клетках у разных животных в зоопарке.
Полный текст стихотворения:

— Где обедал, воробей?
— В зоопарке у зверей.
Пообедал я сперва
за решёткою у льва.
Подкрепился у лисицы,
У моржа попил водицы.
Ел морковку у слона,
С журавлём поел пшена.

## О стихотворении
Стихотворение «Где обедал, воробей?» впервые было напечатано в № 12 журнала «Чиж» в 1934 году под названием «Воробей в Зоопарке».
В первой редакции стихотворение состояло из восьми строк: Не было последних двух строчек Погостил у носорога,/отрубей поел немного и строчек Пообедал я сперва / за решёткою у льва, а заканчивалось стихотворение строчками А мохнатый рыжий львенок / Чуть не съел меня спросонок.
Стихотворение широко использовалось и используется для обучения детей. Отмечается, что дети часто создают собственные стилизации, выполненные в подражание стихотворению (Полетел я к обезьянам / И поел у них бананов и т. п.).

## Съёмочная группа
| автор сценария и кинорежиссёр | Владимир Голованов                                                     |
| художник-постановщик          | Светозар Русаков                                                       |
| композитор                    | Шандор Каллош в фильме использованы фрагменты музыки Доменико Чимарозы |
| художники-мультипликаторы     | Владимир Крумин, Юрий Мещеряков                                        |
| художник                      | Ольга Павлова                                                          |
| текст читает                  | Олег Анофриев                                                          |